# Международные зимние студенческие игры 1951
IX Международные зимние студенческие игры состоялись 1—7 февраля 1951 года в курортном городке Пояна-Сталин (Румынская Народная Республика).
Организатор — Международный союз студентов (МСС)

## Участники
Во Всемирных студенческих играх 1951 года приняли участие 35 стран. По другим источникам спортсмены пятнадцати стран приняли участие в играх.

## Спортивные объекты
В горах раскинулся спортивный лагерь: сооружены два трамплина для прыжков на лыжах, каток, хоккейная площадка.

## Виды спорта

### Хоккей
- Венгрия — Чехословакия — 1-11 (0-5,1-3,0-3)
- Румыния — Чехословакия — 4-8 (1-3,0-3,3-2)
- Румыния — Венгрия — 6-3 (2-0,2-1,2-2)
- Чехословакия — Венгрия — 25-4 (8-1,10-3,7-0)
- Румыния — Чехословакия — 1-9 (0-6,1-3,0-0)
- Румыния — Венгрия : аннулирован — растаял лед[4]

1 Чехословакия, 2 Румыния, 3 Венгрия

### Лыжные гонки
Царёва, Валентина Георгиевна — победительница Всемирных зимних студенческих игр 1951.
Любовь Козырева, в 1951 году во время IX Всемирных зимних студенческих Игр в Румынии завоевала две серебряные медали в лыжных гонках.

## СССР на играх
Советская делегация состояла из конькобежцев и лыжников, лыжники участвовали только в дистанционных гонках и эстафетах.
Спортсмены СССР завоевали 52 медали. Чемпионы игр: лыжники Владимир Оляшев и Зинаида Толмачёва, конькобежцы Юрий Головченко, Евгений Гришин, Юрий Сергеев, Нина Авдонина, Меньшова, Ремма Павловна, Наталия Донченко.
Павел Беляев взял серебро по конькобежному спорту.
В феврале 1951 года, за четыре месяца до вступления ОК СССР в МОК, советские спортивные деятели отправили лучших конькобежцев и лыжников на Зимние студенческие игры в румынский город Пояна. Выступили студенты СССР блестяще: во всех видах программы, в том числе олимпийских, захватили весь пьедестал и ближайшие к нему окрестности. Результаты показали, сопоставимые с мировыми стандартами. Правда, при полном отсутствии серьезной конкуренции. Сильнейшие в Европе и мире чемпионы и рекордсмены из скандинавских стран, прежде всего норвежцы, в вузах не обучались или успели уже получить высшее образование.
В 1951 году советские спортсмены-лыжники, выступившие на IX Всемирных зимних студенческих играх в Румынии, заняли все призовые места

## Игры в филателии
Почтовое ведомство Румынии выпустила серию из четырех почтовых марок, посвященных играм.